# Vasafua
Vasafua är en ö på korallatollen Funafuti, Tuvalu. Vasafua är en del av Funafuti Conservation Area, som inrättades 1996 med syftet att bevara de naturliga faunan och floran i området.